# Malusi Gigaba

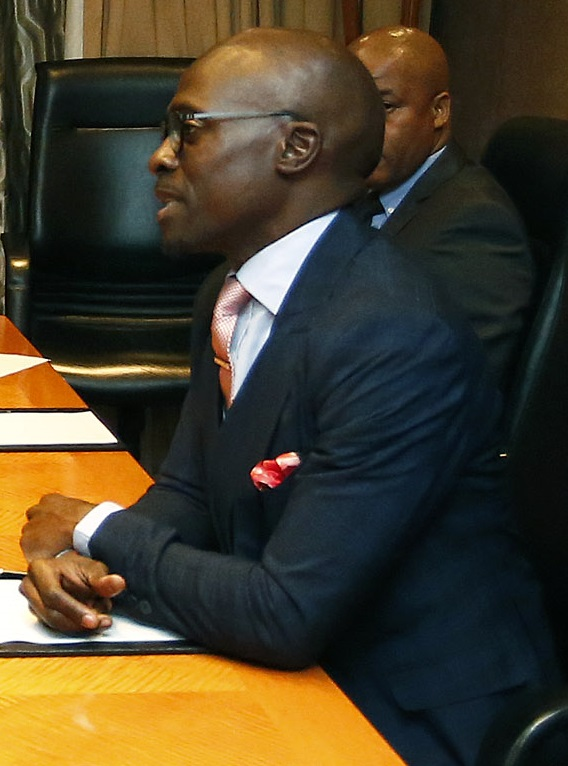
Malusi Gigaba (2016)

Malusi Knowledge Nkanyezi Gigaba (* 30. August 1971 in Eshowe) ist ein südafrikanischer Politiker. 2010 bis 2014 war er Minister für Öffentliche Unternehmen im ersten Kabinett von Jacob Zuma. Im Mai 2014 wurde er als Innenminister berufen. Von Ende März 2017 bis Februar 2018 war er Finanzminister und von Februar bis November 2018 wieder Innenminister. Er gehört dem African National Congress (ANC) an. 

## Ausbildung und Beruf
Gigaba ist der zweite Sohn eines anglikanischen Pastors und einer Krankenschwester. und wuchs in bürgerlichen Verhältnissen auf.  Er besuchte die Grundschule in Mandeni und eine Highschool, bevor er sich 1989 an der Universität Durban für ein Pädagogikstudium einschrieb. 1990 machte er seinen Bachelor, 1994 seinen Master in Sozialpolitik. Im Anschluss arbeitete er in der Öffentlichkeitsarbeit in der Provinz KwaZulu-Natal für die Regierung von Südafrika. Im Jahr 1997 war er als Consultant bei einem Stahlunternehmen tätig.

## Politische Karriere
Bereits seit seiner Highschool-Zeit war Gigaba Mitglied verschiedener Studentenvereinigungen, 1990 trat er der ANC Youth League (ANCYL) bei. 1994 wurde er Regionalvorsitzender im südlichen KwaZulu-Natal und Mitglied des Landesvorstandes (PEC). 1996 und 1998 wurde er zum Präsidenten der ANCYL gewählt, 1999 erhielt er ein Mandat für die Nationalversammlung, das er 2001 niederlegte; im gleichen Jahr wurde er zum dritten Mal zum Präsidenten der ANCYL gewählt und zum Repräsentanten des Bildungsministerium in den Hochschulrat der Universität Potchefstroom entsandt. 2004 wurde er wieder in die Nationalversammlung gewählt und zum Mitglied des Nationalen Exekutivkomitees (NEC) des ANC. 2009 wurde Gigaba, obwohl er als Mann von Thabo Mbeki galt, von Jacob Zuma zum stellvertretenden Innenminister ernannt, ab 2010 war er Minister für Gemeinwirtschaft. Er galt als einer der mächtigsten Minister und war Zuma gegenüber im Amt und in der Partei loyal. Von Mitarbeitern und politischen Gegnern wird Gigaba als arbeitssam charakterisiert, Journalisten beschreiben ihn als offen und freundlich; er nutzt intensiv Twitter. 2014 wurde er Innenminister (Minister of Home Affairs); seine Nachfolgerin als Ministerin im Department of Public Enterprises wurde Lynne Brown. 2017 übernahm er im Rahmen einer Kabinettsumbildung das Amt des Finanzministers von Pravin Gordhan. Er kündigte eine „radikale ökonomische Umwandlung“ an. 2018 erhielt er erneut das Innenressort im Kabinett Ramaphosa I.
Im Oktober 2018 führte nach Gigabas Angaben ein Video, das ihn in verfänglicher Position zeigt, zu einem Erpressungsversuch. Nach seinen Angaben war die State Security Agency für die Veröffentlichung verantwortlich. Im November 2018 bot Gigaba Präsident Ramaphosa seinen Rücktritt an; zum vorübergehenden Nachfolger wurde Blade Nzimande ernannt.
Sein bei den Wahlen 2019 verteidigtes Abgeordnetenmandat gab er rund zwei Wochen später zurück.

## Verhältnis zur ANCYL
Im März 2012 sagte der Generalsekretär der ANCYL, Sindiso Magaqa, im Kontext der Verstaatlichungsdebatte über Gigaba, er würde Imperialisten einen Gefallen tun, wenn er die Verstaatlichung ein Hindernis für ausländische Investoren nenne. Die Führung des ANC suspendierte Magaqa daraufhin für drei Jahre aus der Partei und forderte eine Entschuldigung, die er kurz darauf machte. Gigaba behielt sich die Annahme der Entschuldigung bis zur Entscheidung des Disziplinarkomitees des ANC vor.

## Privates
Gigaba hat drei Schwestern und einen Bruder, er ist verheiratet und hat eine Tochter. Er setzte sich für verschiedene Jugendprojekte ein.